# Condé Nast Building
Het Condé Nast Building (officieel 4 Times Square) is een moderne wolkenkrabber op Times Square, Midtown Manhattan te New York, Verenigde Staten. De toren is gelegen op Broadway tussen 42nd and 43rd Street. De bouw van de toren begon in 1996 en werd voltooid in januari 2000. Het maakte deel uit van een groter project om 42nd Street te herontwikkelen. De toren meet 247 meter (809 ft.) telt 48 verdiepingen en bevat een werkoppervlakte van 150 000 m² (1 600 000 square feet). Het is het 12de hoogste gebouw in New York en het 41ste hoogste in de Verenigde Staten. Durst Organization is de eigenaar van het Condé Nast Building.

## Ontwerp
Het gebouw werd ontworpen door Fox & Fowle, die door stad gekozen werden wegens hun ervaring in het ontwerpen van ecologisch duurzame gebouwen.
4 Times Square is een van de belangrijkste voorbeelden van het duurzaam ontwerpen van wolkenkrabbers in de Verenigde Staten. Het gebouw hoeft gedurende het jaar amper verwarmd of gekoeld te worden. Dit komt door een milieuvriendelijke, op gas aangedreven absorptiekoeling, samen met een goede isolatie en een muur van zonwerende glasgevel. Het luchtverversingssysteem levert 50% meer verse lucht dan nodig volgens de New York City Building Code. Verder maakt het gebouw gebruik van zonne-energie en brandstofcellen. Dit gebouw was het eerste project waarbij deze zaken op deze schaal uitgevoerd werden. Hiervoor ontving het prijzen van het American Institute of Architects en zijn dochterorganisatie van de staat New York.

### Antennemast
De antennemast die zich op het gebouw bevindt meegerekend, is de hoogte van dit bouwwerk 348 meter (1143 ft). Dit maakt het 4 Times Square het 4de hoogste bouwwerk in New York, na het One World Trade Center, het Empire State Building en de Bank of America Tower.

## Huurders
In 1995 was 4 Times Square het eerste kantoorgebouw dat ontwikkeld werd zonder dat er al huurders gevonden waren, in New York in bijna 10 jaar. 4 Times Square werd volledig verhuurd en in gebruik genomen bijna direct na zijn voltooiing.
De grootste huurder van kantoorruimte is Skadden, Arps, Slate, Meagher & Flom. Duane Reade is een grote huurder van winkelruimte. H&M huurt de ruimte die eerder gebruikt werd door ESPNZone. In november 2014 vertrok Magazine-uitgever Condé Nast uit zijn gelijknamig gebouw naar het One World Trade Center in Downtown Manhattan.
Op een hoek van het gebouw bevindt zich NASDAQ's MarketSite. In en op deze cilindervormige 7 verdiepingen tellende toren bevinden zich elektronische schermen die aandelen, financieel nieuws en advertenties tonen. De benedenverdieping van de MarketSite bevat een televisiestudio met een muur van schermen en een gebogen venster met uitzicht op Times Square.

## In populaire cultuur
Een replica van het Condé Nast Building komt voor in het Battlestar Galactica universum, als een prominent gebouw in de Caprica City-skyline. Het gebouw komt ook voor in Grand Theft Auto IV als deel van Liberty City en in het politiesimulatiespel True Crime: New York City.
Ook is het de locatie voor enkele scènes in The Amazing Spider-Man en Teenage Mutant Ninja Turtles.
Het gebouw was de inspiratie voor het fictionele Elias-Clark Building in De duivel draagt Prada geschreven door Lauren Weisberger. Waar het hoofdkantoor voor het fictionele Runway-magazine zich in het gebouw bevindt. Weisberger baseerde het verhaal op haar eigen ervaringen als assistente van Vogues hoofdredacteur Anna Wintour, waarvan de kantoren zich bevinden in het Condé Nast-gebouw.